# Haemanthus nortieri
Haemanthus nortieri là một loài thực vật có hoa trong họ Amaryllidaceae. Loài này được Isaac mô tả khoa học đầu tiên năm 1937.